# Mont Ibu
Pour les articles homonymes, voir Ibu.
Le mont Ibu, en indonésien Gunung Ibu, est un volcan d'Indonésie situé sur l'île de Halmahera, dans le kabupaten de Halmahera-Occidental et à 10,9 kilomètres de la côte bordant la mer des Moluques. Culminant à 1 325 mètres d'altitude, il est couronné par deux cratères emboîtés de 400 mètres de profondeur et contenant plusieurs petits lacs de cratère.